# Kaurionsaaret
Kaurionsaaret är en ö i Finland. Den ligger i sjön Tapolan-Kyynärä och i kommunen Tammela i den ekonomiska regionen  Forssa ekonomiska region  och landskapet Egentliga Tavastland, i den södra delen av landet, 80 km nordväst om huvudstaden Helsingfors. Öns area är 0,1 hektar och dess största längd är 80 meter i sydöst-nordvästlig riktning.  Notera att namnet antyder att det är fråga om flera öar.